# 大和駅 (茨城県)
大和駅（やまとえき）は、茨城県桜川市高森にある、東日本旅客鉄道（JR東日本）水戸線の駅である。
新設当初は昼間、大部分の普通列車が通過していた。2005年7月9日以降は、全列車が停車する。

## 概要
当駅は桜川市西部の旧・大和村域に位置し、駅名も同村名に由来する。当駅開業以前は、旧・大和村内に水戸線の駅は設置されておらず、また同村内を経由した筑波鉄道筑波線が廃止された1987年から約1年間、同村内には鉄道駅が存在しなかった。
桜川市役所本庁舎（旧・大和村役場）の最寄駅である。

## 歴史
- 1988年（昭和63年）6月20日：開業[2]。
- 2001年（平成13年）11月18日：ICカードSuica供用開始。
- 2009年（平成21年）3月14日：発車メロディ導入。

## 駅構造
単式ホーム1面1線を有する地上駅である。
水戸統括センター（下館駅）管理の無人駅。簡易Suica改札機が設置されている。

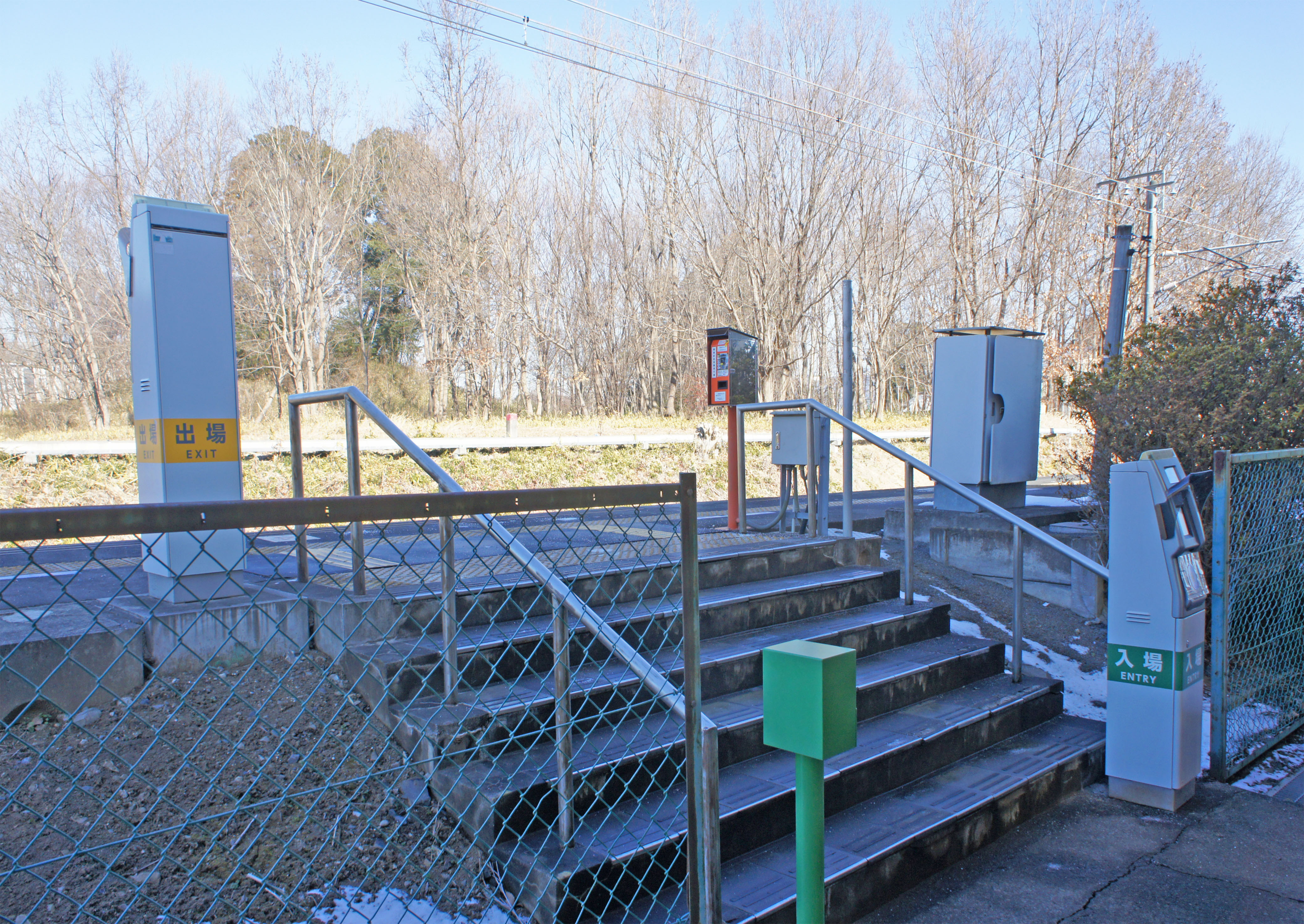
改札口（2022年1月）
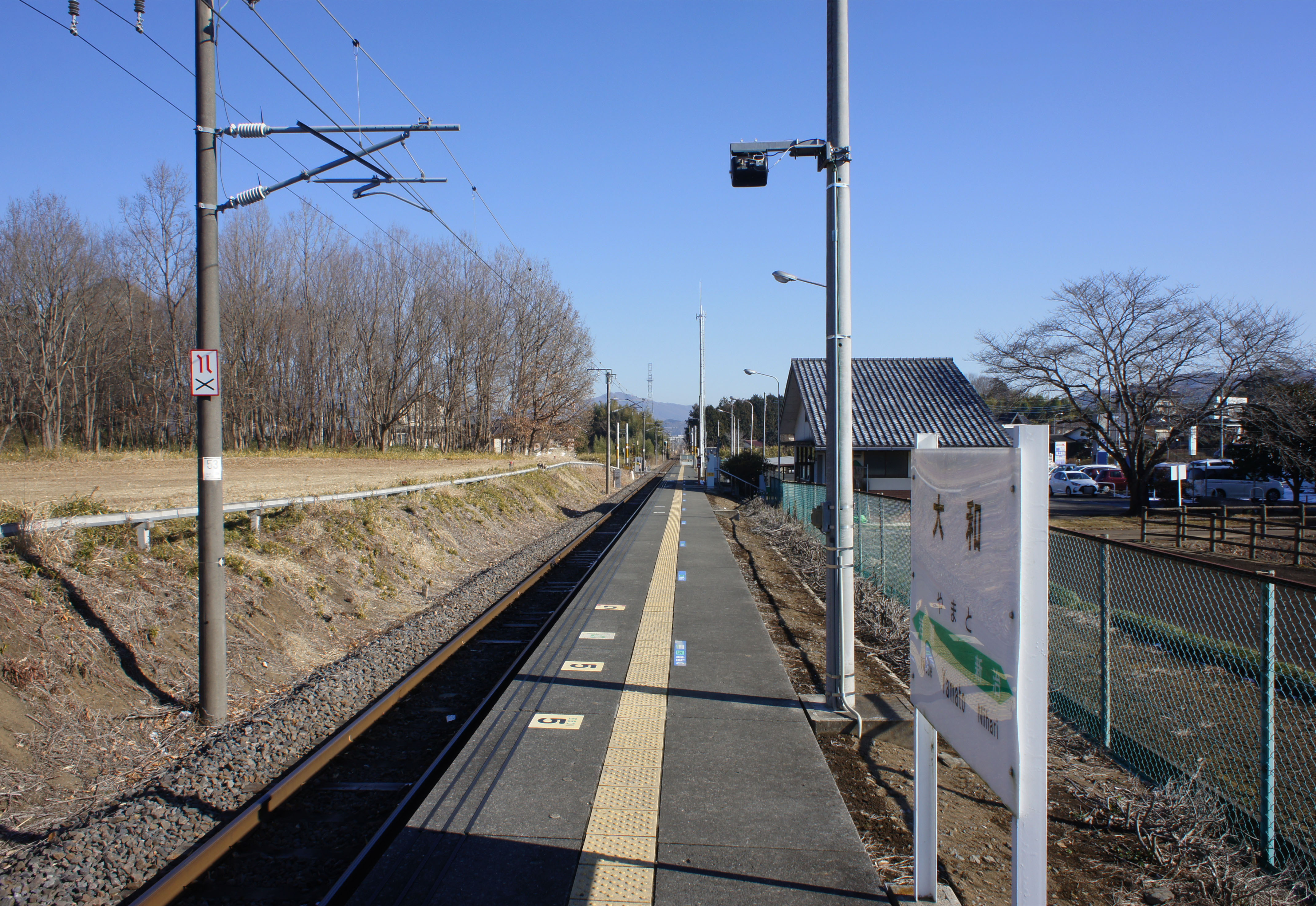
ホーム（2022年1月）

## 駅周辺
桜川市役所本庁舎の最寄り駅であるが、4 km程の距離がある。以前は同庁舎付近まで向かう公共交通機関は無かったが、2018年10月より桜川市バスが駅から約200 mの「大和駅入口」停留所を経由し、大和庁舎や関東鉄道つくば北営業所までバスで移動出来るようになった。現在駅北側が桜川筑西IC周辺地区開発整備事業として工事が進められている。
- さくらがわ地域医療センター：約300 m
- 台山高森工業団地
- アジア下館カントリークラブ
- 国道50号

## 隣の駅
東日本旅客鉄道（JR東日本）
■水戸線
新治駅 - 大和駅 - 岩瀬駅